# Johan Röjler
Johan Röjler (* 11. November 1981 in Örebro) ist ein schwedischer Eisschnellläufer.

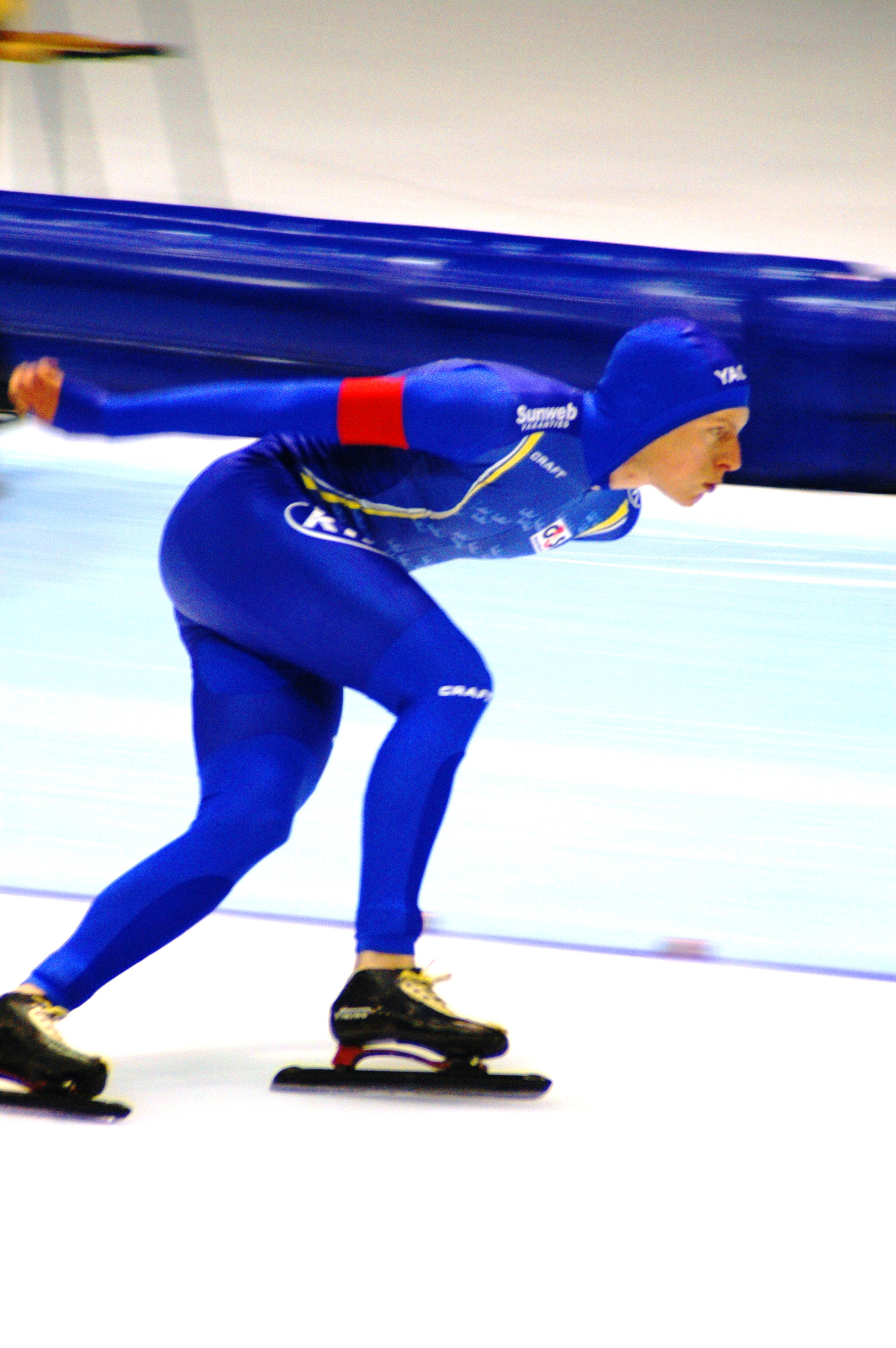
Röjler bei der Mehrkampf-WM 2007 in Heerenveen

Johan Röjler wurde 2000 in Seinäjoki Juniorenweltmeister im kleinen Vierkampf, nachdem er in den beiden Jahren zuvor noch Zwölfter und Sechster war. 2001 wurde er nochmal Vierter. Im Weltcup debütierte er im November 1999 in Inzell, wo er über 5000 Meter 17. in der B-Gruppe wurde. Vier Jahre später kam er als Zehnter über 10.000 Meter in Erfurt erstmals unter die Top Ten. Im Dezember 2005 erreichte er auf dieser Strecke in Heerenveen als Sechster seine bislang beste Platzierung in einem Weltcup-Einzelrennen. Nur im Team konnte er sich im Februar 2007 in Erfurt zusammen mit Daniel Friberg und Joel Eriksson mit Rang zwei besser platzieren. Beste Platzierung im Gesamtweltcup war ein zehnter Rang über 5000/10.000 Meter in der Saison 2005/06.
Der Langstreckenspezialist trat abgesehen von 2006 seit 2001 jedes Jahr bei Weltmeisterschaften an. Seine besten Ergebnisse erreichte er 2007 in Salt Lake City, wo er sowohl mit dem Team als auch über 10.000 Meter sechste Plätze belegte. Ebenfalls Platz sechs erreichte er bei der Europameisterschaft im Großen Vierkampf 2006 in Hamar. An Olympischen Spielen nahm Röjler 2002 in Salt Lake City und 2006 in Turin teil. In den USA startete er über 1500 (38.) und 5000 Meter (22.), in Turin über 1500 (33.), 5000 (12.) und 10.000 Meter (10.). Zehn Mal gewann der Schwede nationale Meistertitel, sieben weitere Male kam er auf Podestplätze.
Röjler ist Athletenbotschafter der Entwicklungshilfeorganisation Right to Play.

## Eisschnelllauf-Weltcup-Platzierungen
| Platzierung | 100 m | 500 m | 1000 m | 1500 m | 5000 m | 10000 m | Team |
| ----------- | ----- | ----- | ------ | ------ | ------ | ------- | ---- |
| 1. Platz    |       |       |        |        |        |         |      |
| 2. Platz    |       |       |        |        |        |         | 1    |
| 3. Platz    |       |       |        |        |        |         |      |
| Top 10      |       |       |        |        | 6      | 3       | 5    |

(Stand: 18. November 2007)